# Hülyas hörna
Hülyas hörna var ett radioprogram som under 2004 och 2005 sändes i Sveriges Radio, under ledning av producenterna Anna Landelius och Ida Lännerberg. 
Tanken var att göra radio för unga av unga, men att samtidigt låta samhällsgrupper som inte brukar få säga vad de tycker själva, få ta plats i media. De sju högstadietjejer som valdes ut till journalistkursen bodde alla i den invandrartäta förorten Rosengård i Malmö.
Resultatet blev ett antal program med "Mitt Rosengård i centrum" som sändes i Morgonpasset i P3. Tre program sändes dessutom i P1 med tre teman; kärlek, identitet och framtidsdrömmar.
Reportrarna var Fatime Nedzipovska, Arij Abu-Ramadan, Monica Deregowska, Hülya Elmas, Yasmin Abu-Ramadan, Khaoula Channoufi och Marjam Chibli.
Hülyas hörna nominerades till Stora Journalistpriset som årets förnyare 2004, enligt juryns motivering: "Systematiskt, envist och utan resurser har de möjliggjort att nya röster hörs i etern, genom att starta en egen medieskola för unga invandrartjejer i Rosengård." Hülyas hörna fick även ett hedersomnämnande vid den internationella pristävlingen kring sammanslutningen av International Association for Women in Radio and Television (IAWRT) i Williamsburg i USA 2005. Enligt motiveringen satte de: "fokus på de marginaliserade invånarna i förstaden Rosengård genom att ge mikrofonen till åtta unga flickor som gav röst åt sina förväntningar och hopp för framtiden - Radiodokumentären tar lyssnaren in i hjärtat av Rosengård."
2005 återupptog Anna Landelius projektet, denna gång tillsammans med Kicki Möller. Tanken var densamma som tidigare - att låta ungdomar med olika bakgrunder ta plats i media. Det blev åtta tjejer även denna gång, dock var det endast en som bodde i Rosengård. Alla bodde i Skåne och gick på gymnasiet.
Det blev ett antal program som även dem, liksom året innan, sändes i P3:s Morgonpasset. Också tre halvtimmeslånga program med tre olika teman; ideal, orättvisa och förändring, sändes i P1. Där intervjuades bland annat en muslimsk tjej som inte fick gå ut och träffa killar. En av reportrarna berättade även om hur hon som liten kom till Malmö, där hon bodde på en flyktingförläggning.
Reportrarna i den senare upplagan av Hülyas hörna var: Manuella Nobring, Amanda Chavarria Persson, Joanna Moldovan, Jasna Ceric, Emily Clarence, Sahar Hosseinkhah, Shkurte Xhemajli och Soumaya Ghodhbani.